# Fords Prairie (Washington)
Fords Prairie  est une census-designated place américaine de l'État de Washington dans le comté de Lewis. 
La population était de 2 234 habitants en 2020.